# Carole Couvert
Carole Couvert, née le 21 janvier 1973, a été présidente confédérale de la CFE-CGC du 17 avril 2013 au 1er juin 2016. Elle succède à ce poste à Bernard Van Craeynest. Elle est aujourd'hui présidente d'honneur de la confédération.

## Parcours
Après une formation en marketing et management, Carole Couvert entre chez EDF GDF en 1994. Entre 2002 et 2005, elle exerce plusieurs mandats syndicaux en Côte-d'Or, pour la CFE-CGC. Sa fédération est la CFE-CGC Energies. En 2006, elle prend des responsabilités nationales au sein de la Confédération CFE-CGC, en devenant secrétaire nationale chargée de la cohésion interne. En 2009, elle est élue secrétaire générale de la CFE-CGC. Le 17 avril 2013, au 35e Congrès de Saint-Malo, elle devient le neuvième président de cette confédération (et la première femme à exercer cette fonction),.

## Décorations
Elle est nommée chevalier de la Légion d'honneur le 14 avril 2017.

### Articles de journaux
- Marc Landré, « Carole Couvert candidate à la présidence de la CFE-CGC », Le Figaro,‎ 12 décembre 2012 (lire en ligne).
- Michel Noblecourt, « Carole Couvert emporte la présidence de la CFE-CGC », Le Monde,‎ 18 avril 2013 (lire en ligne).
- Reuters, « Carole Couvert prend la tête de la CFE-CGC », La Tribune,‎ 18 avril 2013 (Carole Couvert prend la tête de la CFE-CGC).
- Frédérique Roussel, « À couteaux tirés, la CFE-CGC choisit Carole Couvert », Libération, no 9932,‎ 18 avril 2013 (lire en ligne).
- Anne de Guigné, « Carole Couvert poussée vers la sortie à la CFE-CGC », Le Figaro,‎ 10 décembre 2015 (lire en ligne).